# Courdimanche
Courdimanche é uma comuna francesa situada no departamento de Val-d'Oise, região da Ilha de França.
Seus habitantes são chamados Courdimanchois.

## Geografia

### Comunas limítrofes
A comuna é limítrofe de Puiseux-Pontoise ao norte, Cergy a leste, Sagy e Menucourt a oeste, Boisemont ao sul e Vauréal a sudeste.

### Transportes e comunicações
Situada no cruzamento 13 e cerca de 40 quilômetros de Paris, Courdimanche se beneficia da auto-estrada A15 e a RN 14, que se torna a RD 14 e continua em Magny-en-Vexin e Ruão, na via rápida de dupla faixa de rodagem sobre uma grande parte do seu percurso na Ilha de França.
Desde 21 de março de 2009, Courdimanche tem um sistema de compartilhamento de bicicletas chamado VélO2 que permite uma ligação com o conjunto de Cergy-Pontoise.
Se acessa a Courdimanche na estação terminal de Cergy-le-Haut. Os trens do RER A circulam a cada 10 minutos de segunda a sexta-feira e a cada 20 minutos no fim de semana. O esquema diretor do RER A prevê um reforço da função de terminal no território de Courdimanche.
Os transportes urbanos são fornecidos pela rede de ônibus STIVO, na rede da aglomeração de Cergy-Pontoise, onde 2 linhas regulares servem Courdimanche.

## Toponímia
Chamada Cordomange em 1248 e depois Curai dominica em 1249, o nome da comuna vem do latim curtis dominica, o domínio do senhor.

## História
A descoberta de ferramentas no site permite afirmar que Courdimanche foi habitada no neolítico.
Na época dos gauleses o oppidum de Courdimanche teria sido um centro religioso onde os druidas realizavam sacrifícios · . Os Romanos construíram nesta colina um templo dedicado a Apolo a partir da qual podia se comunicar com outras duas montanhas sacrificial; o monte Mercúrio (Montmartre) a leste, e o monte Júpiter (Montjavoult), a oeste.
Em 2009, durante as obras para a criação da gendarmeria, os arqueólogos descobriram vestígios de um habitat galo-romano.
Posteriormente, os monges da abadia Saint-Martin de Pontoise, fundaram na sequência uma capela, depois uma igreja, sob o patrocínio de Saint-Martin.
No início da Idade Média, o território foi dividido entre os chefes de Courdimanche, vassalos dos condes de Meulan, a abadia Saint-Martin de Pontoise e a abadia de Notre-Dame du Bec que foi proprietaria da igreja e da vila até a Revolução.
Em 1160, Courdimanche pertencia aos senhores Mauvoisin, barões de Rosny. pelo casamento de Raoul IV Mauvoisin com Agnès d'Aulnay, viúva de Guillaume III de Garlande. O senhorio passou, em 1217, às mãos de Guy III Mauvoisin e em 1248 a Guy  IV Mauvoisin.
Durante o século XII, Courdimanche foi fortificada para proteger a vila das incursões dos bárbaros.
No século XIII a abadia Saint-Martin de Pontoise criada em Hazay, na localidade la friche aux malades, um leprosário.
Durante a Guerra dos Cem Anos, a vila sofreu vários ataques e foi tomada pelos ingleses, uma primeira vez, em 1429, e uma segunda, em 1433, ou os godons tomando, pilhando e queimando Courdimanche, Lieux e Puiseux.
De 1482 a 1709, o senhorio dependeu da família de l'Isle, que também era senhora de Boisemont. Ele é então comprada por Jean-Baptiste Dufour de Villeneuve, cavaleiro, conselheiro do rei, mestre de requisições em seu hotel, intendente de polícia, justiça e finanças da Berry

## Cultura e patrimônio

### Lugares e monumentos

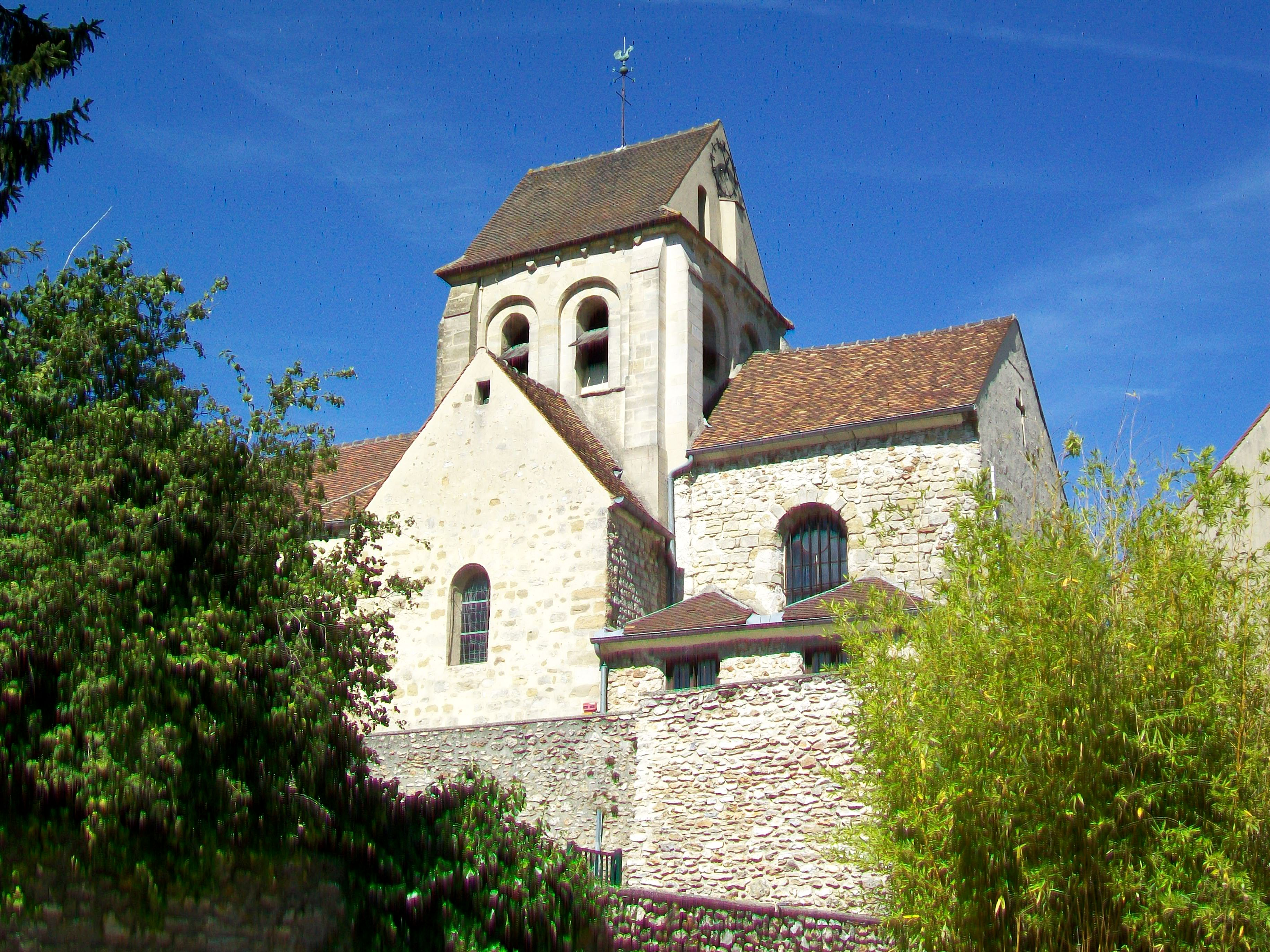
Igreja Saint-Martin.
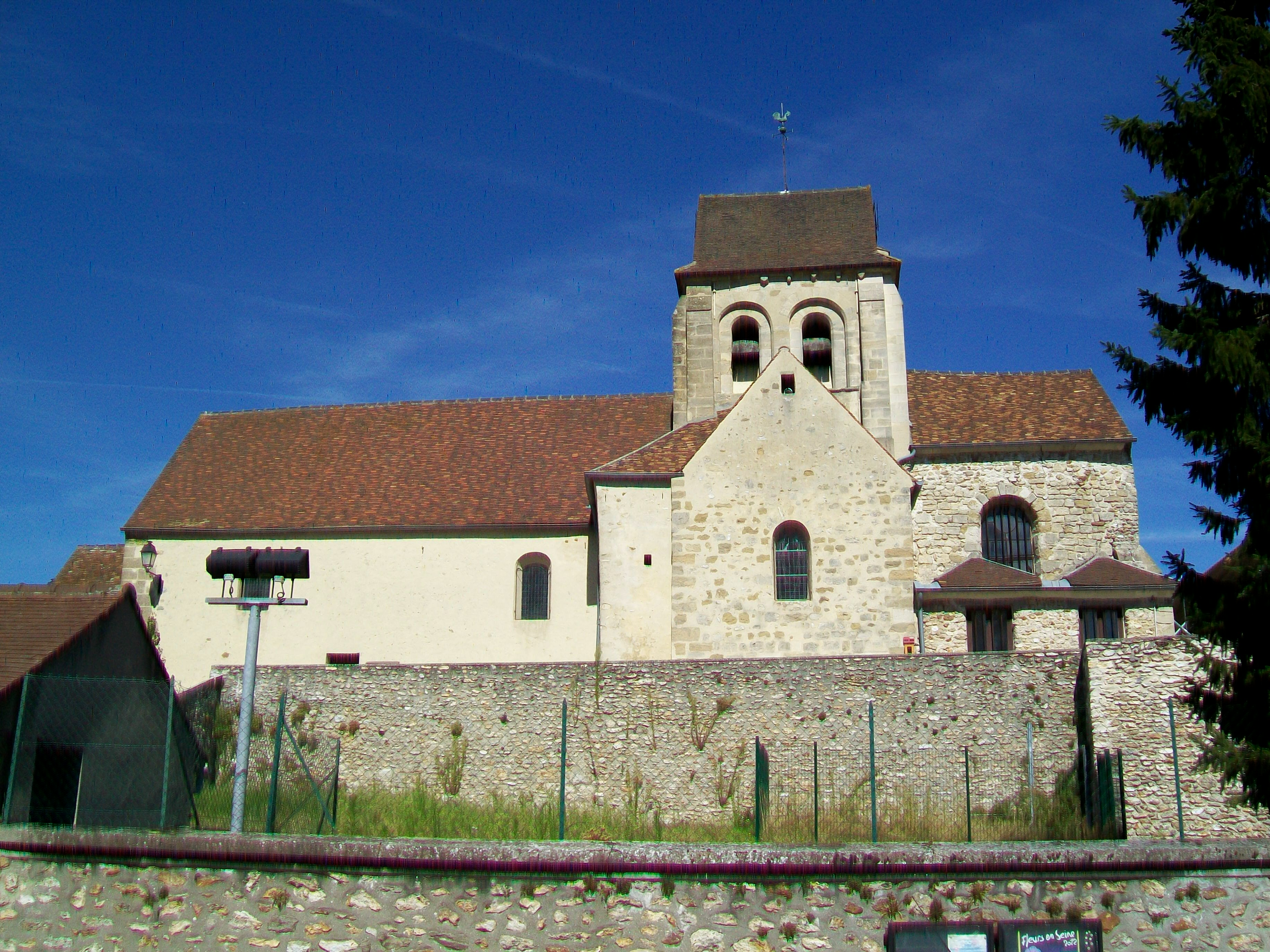
Igreja Saint-Martin.
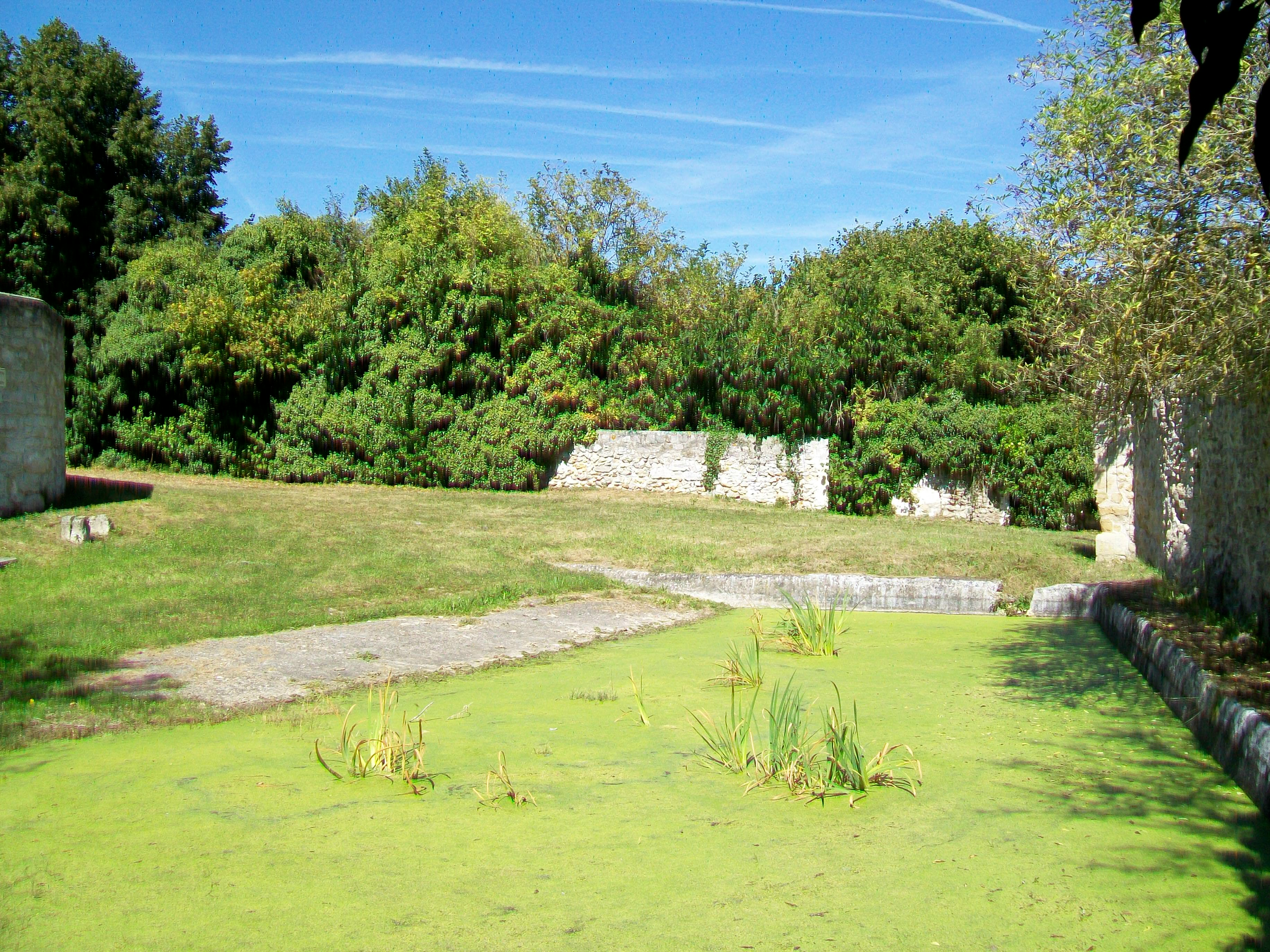
Calha comunal chamada la mare de Saint-Martin.
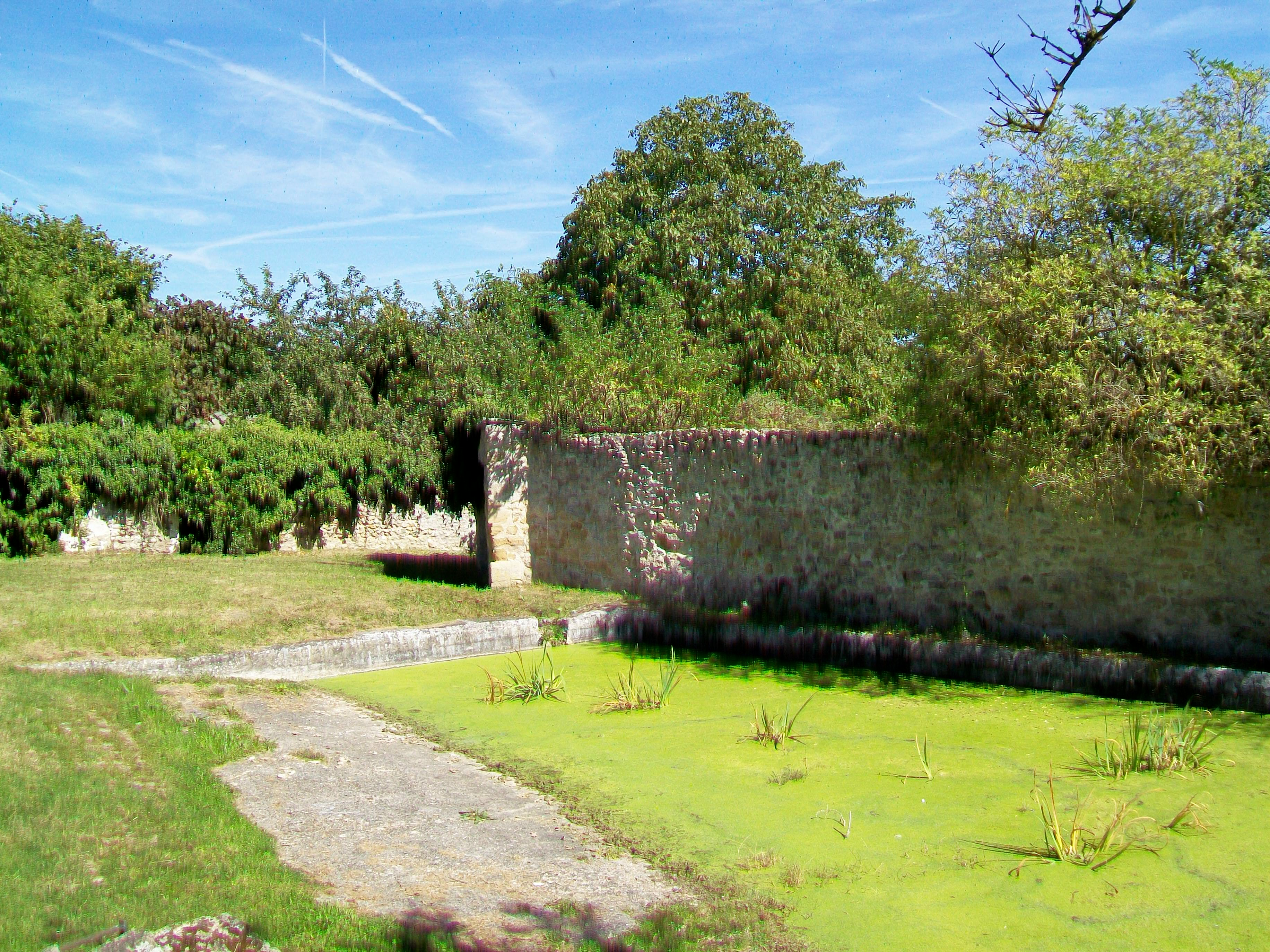
Calha comunal chamada la mare de Saint-Martin.
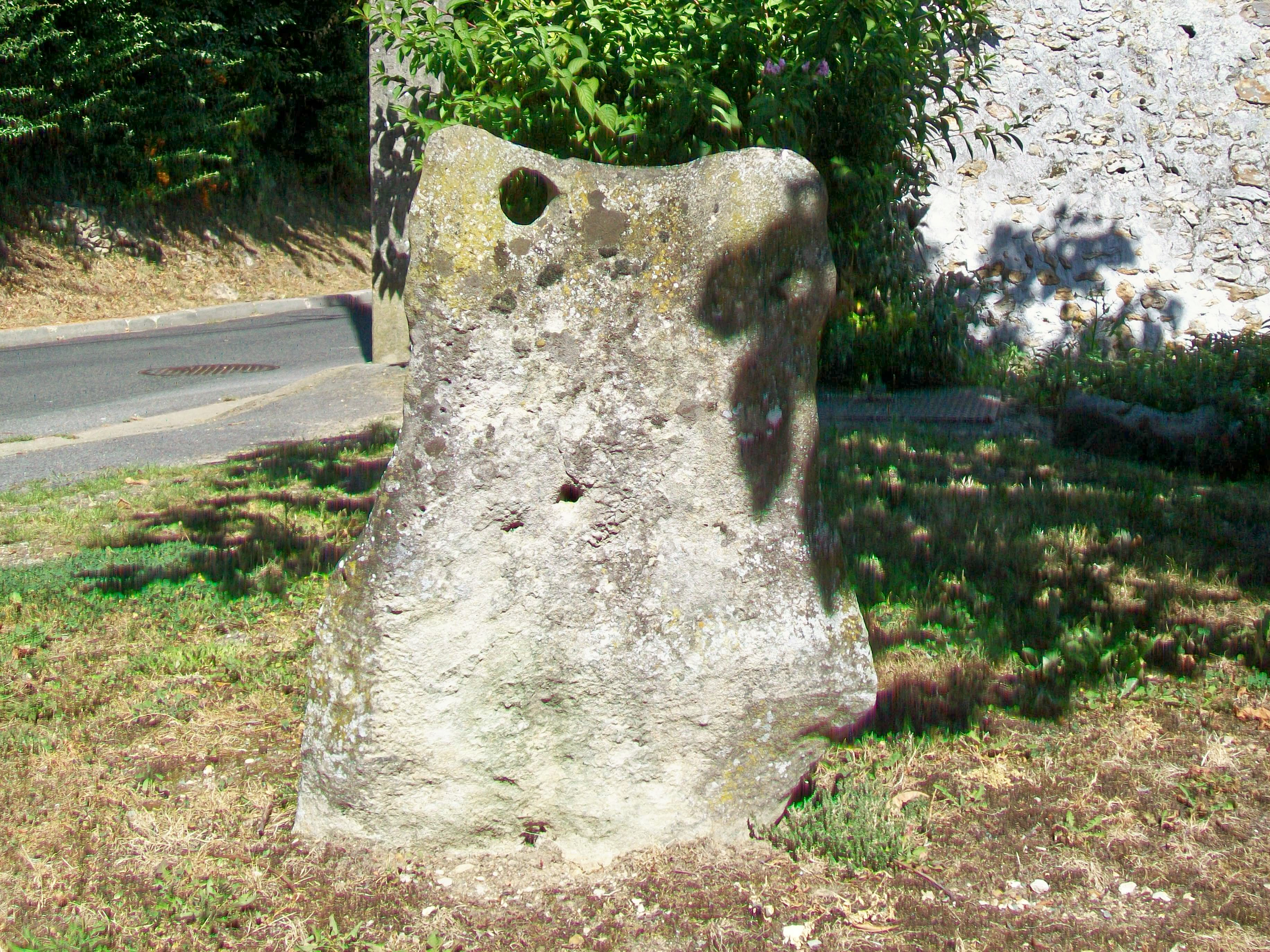
Pedra pequena de elevação, rue Vieille Saint-Martin.

#### Monumento Histórico
Courdimanche conta com um único monumento histórico em seu território.
Igreja Saint-Martin
A igreja de Saint-Martin, localizado na rue Claire-Girard / Clara-Girard é um sítio inscrito como monumento histórico pelo decreto de 27 de maio de 1987.

#### Outros elementos do patrimônio

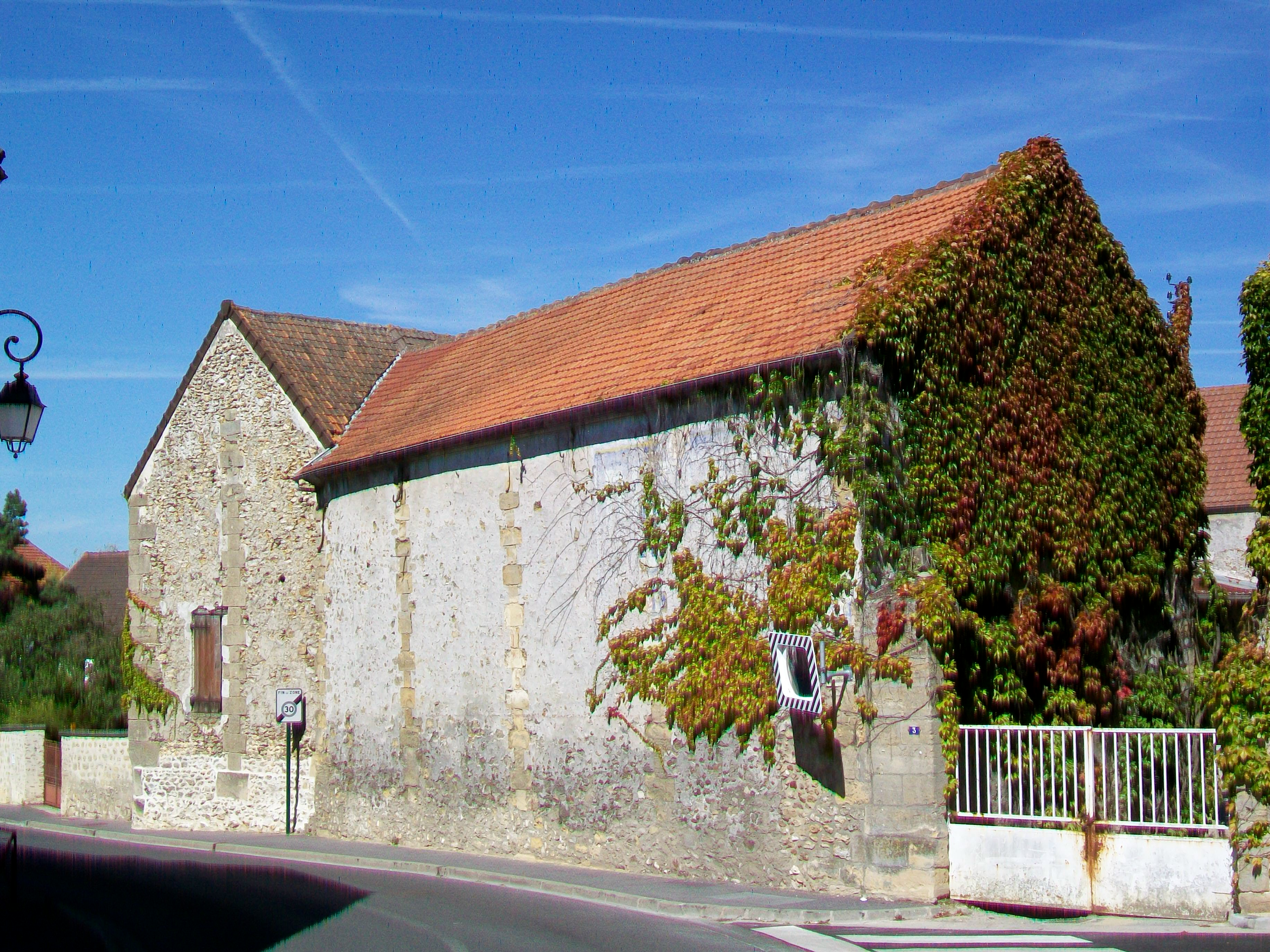
Ferme de Cavan, localizados nos cantos das rues du Vexin e Charles de Cavan.
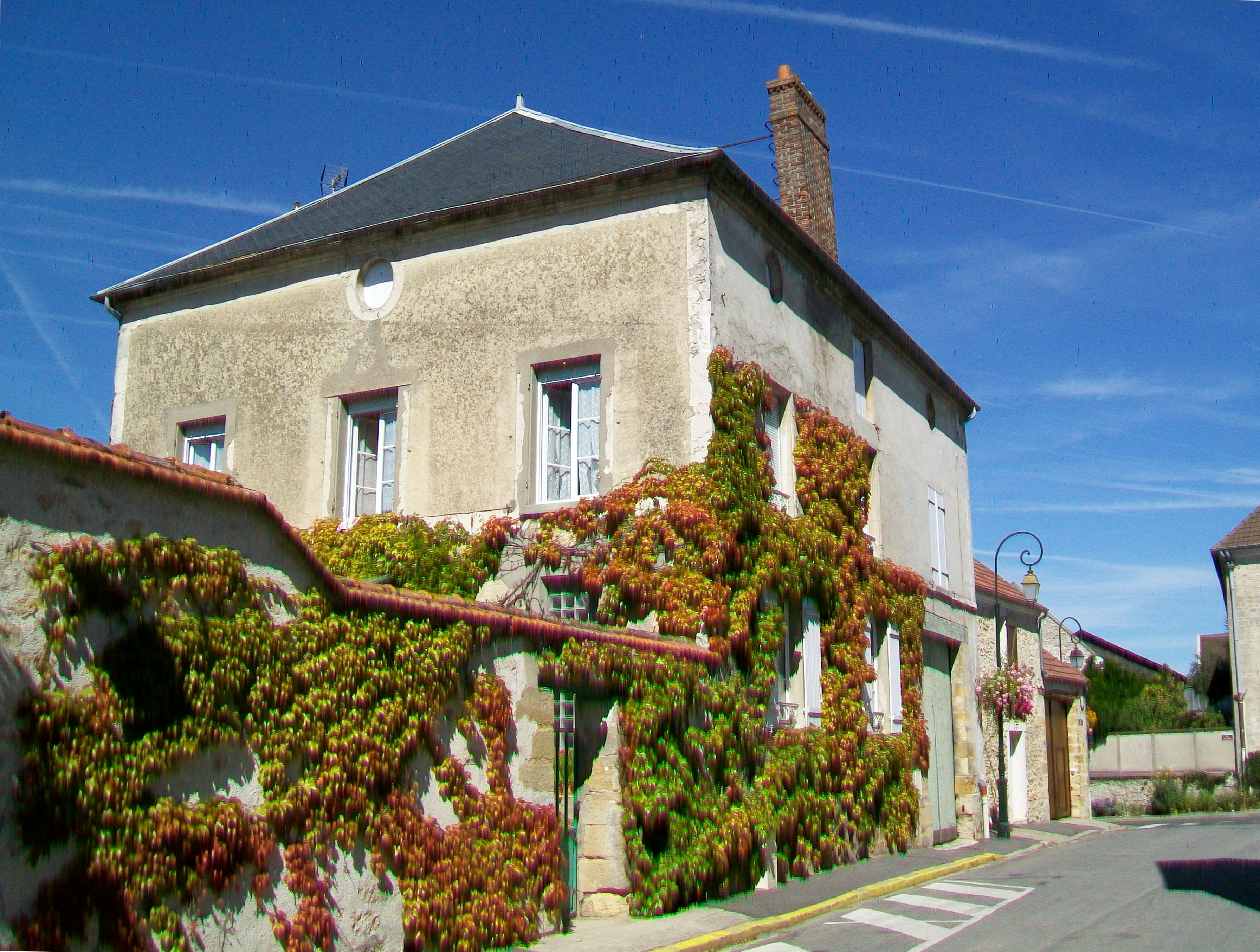
Rue Fleury.
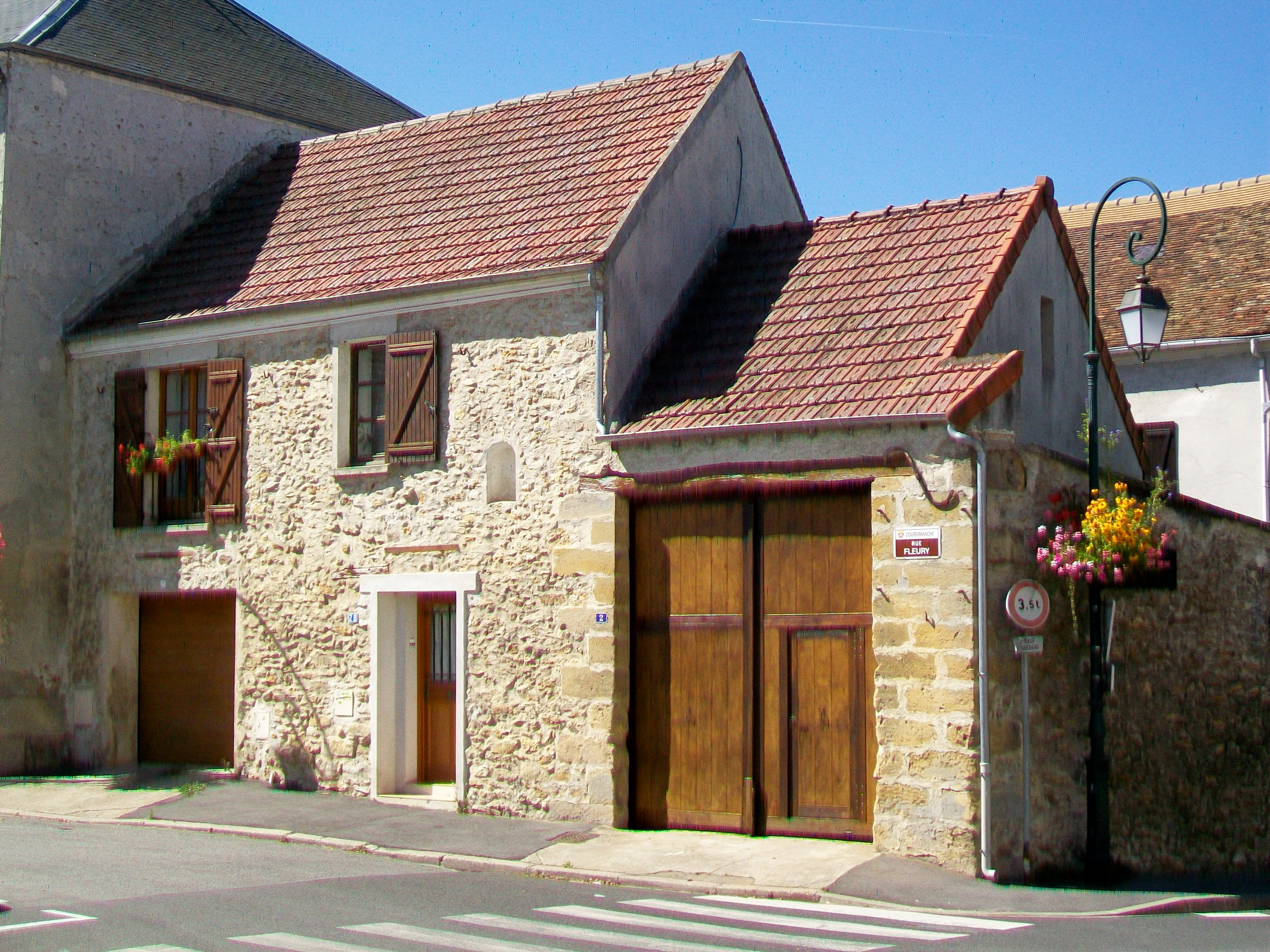
Rue Fleury.
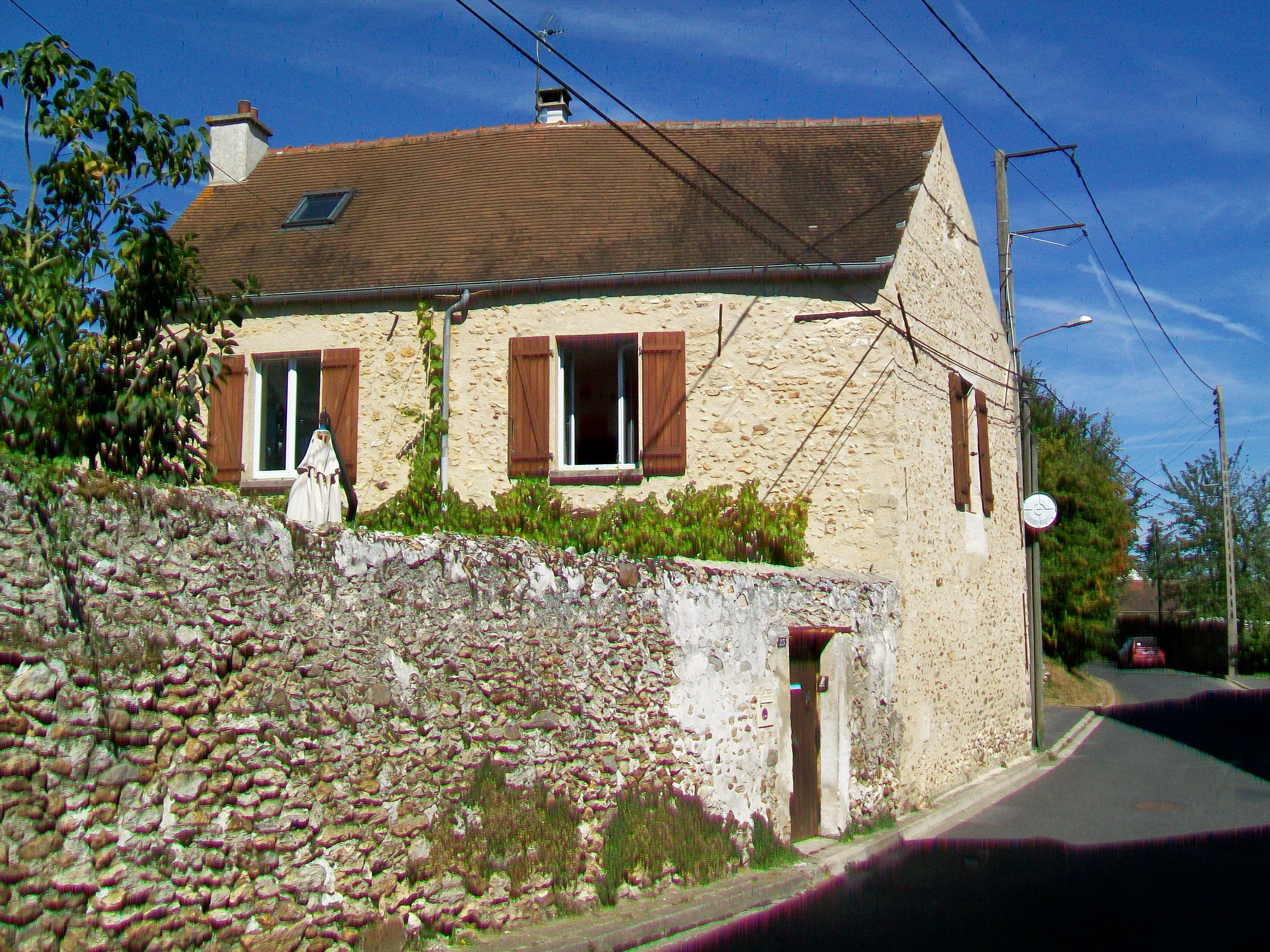
Rue Vieille Saint-Martin.
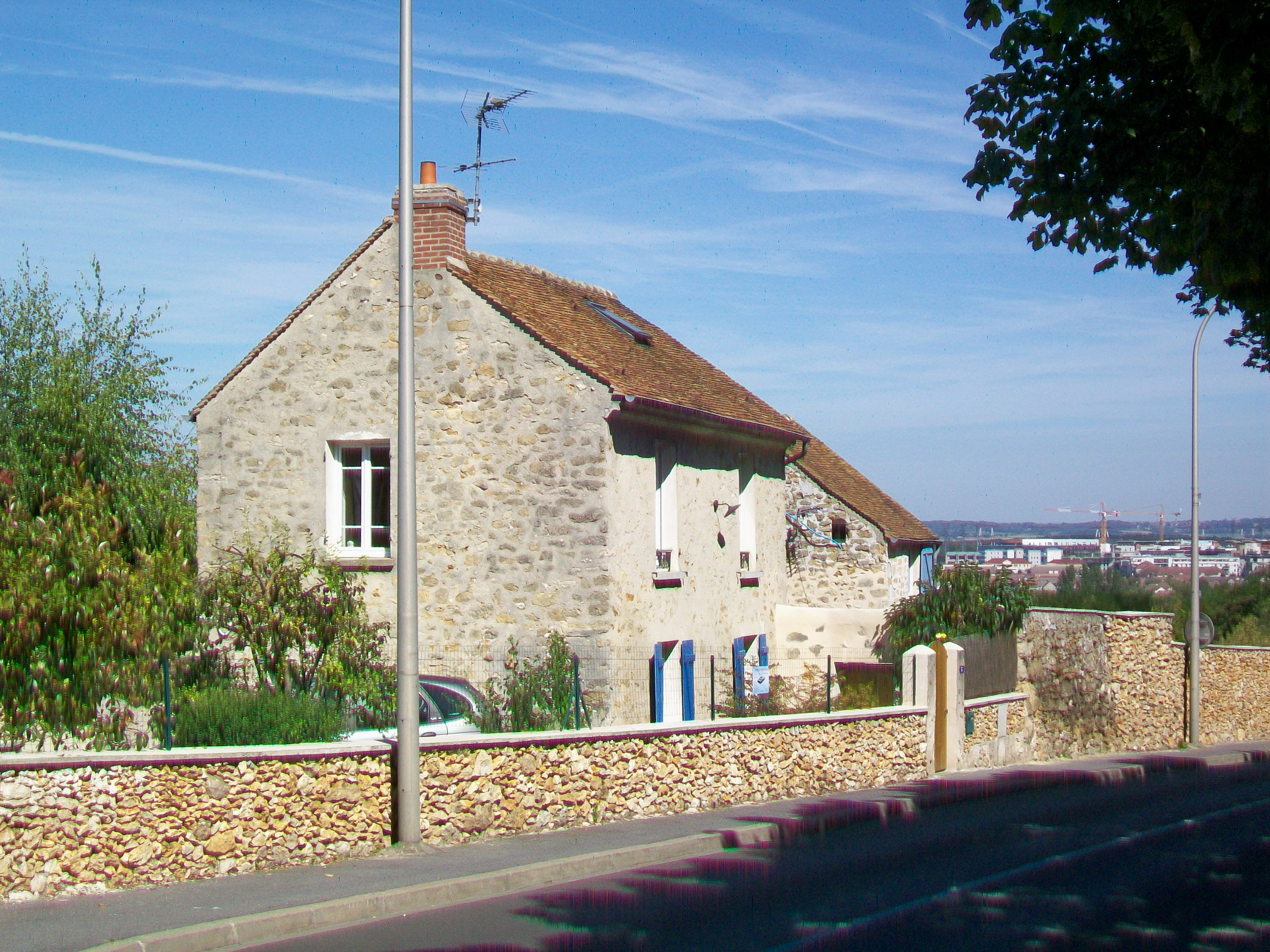
Rue de Puiseux.
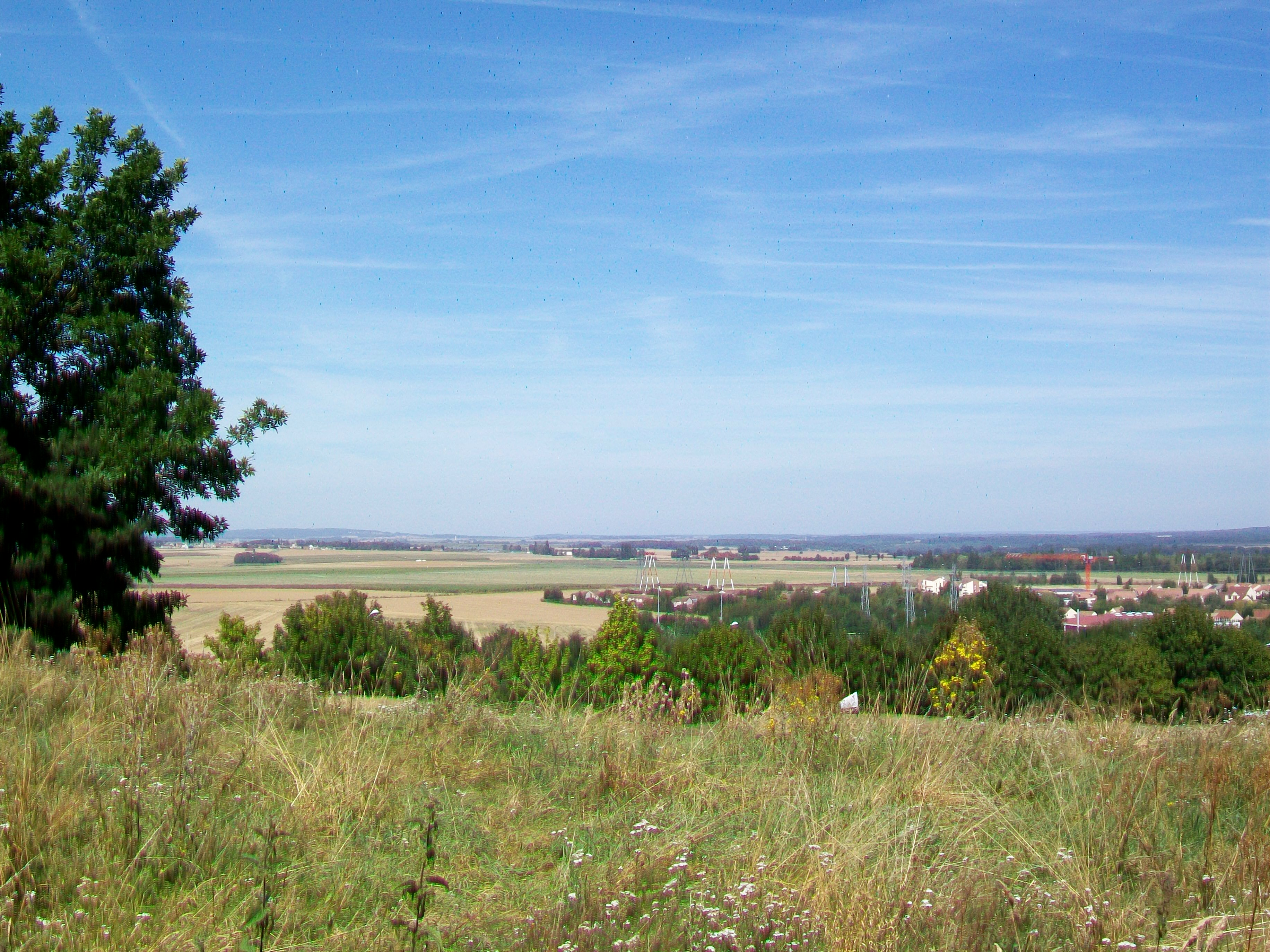
Vista sobre as novas áreas de Courdimanche.

- Escadas da igreja: a igreja está sendo construída sobre um natural ponto de vista, provavelmente por ter servido como um posto de observação e já acolheu um templo dedicado ao culto de Apolo, segundo a lenda, não é possível o acesso é por escadas. Um está localizado no lado sul da prefeitura; a outra está localizada a oeste e parte da praça da vila.
- Mare Saint-Martin, chemin de la Mare-Saint-Martin.
- Lavanderia chamada la mare Bicourt, no final de um curto impasse de hera morta da rue Vieille-Saint-Martin.
- A aldeia mantém cinco fazendas datando a maior parte do século XVIII, dos quais dois ainda estão em funcionamento.

### Personalidades ligadas à comuna
- O cantor Carlos viveu em Courdimanche e foi apresentado para as eleições municipais de 1989.[15][16]